# Ятра
Ятра (санскр. यात्रा, Yātrā IAST, «подорож», «процесія») — санскритський термін, яким в індуїзмі називають паломництво у святі місця (такі як злиття священних річок, місця, що асоціюються з «Магабгаратою» і «Рамаяною» тощо). Ятри є груповим паломництвом. Тих, хто бере участь у ятрі, називають ятри. Ятра — один із ритуалів кам'я — для індуїста, його вчинення бажане, але не обов'язкове. Ятри проводять з різних причин: святкування релігійного фестивалю, здійснення ритуалів за померлими предками, здобуття хорошої карми. Для індуїстів сам процес ятри рівнозначний місцю її призначення. Вважають, що труднощі, які долаються в дорозі, духовно очищують і є актом відданості Богу. Згідно з віруваннями індуїстів, відвідування святих місць очищає душу і дозволяє людині наблизитись до Бога.
У сучасній Індії ятри — масові паломництва, які організовують численні туристичні компанії. Державні органи індійських штатів також грають активну роль в організації найбільших ятр і контролю їх проведення.
Термін «ятра» також використовують для позначення релігійних процесій, або будь-якого фестивалю, частиною якого є процесія (наприклад Ратха-ятра). В сучасній Індії терміном «ятра» також називають політичні марші та демонстрації.